# Una moglie giapponese?
Una moglie giapponese? è un film del 1968 diretto da Gian Luigi Polidoro.
Venne pubblicizzato col titolo La moglie giapponese.

## Trama
Il ragionier Taddei, un uomo pacifico e morigerato, dipendente di una ditta di import-export, deve partire improvvisamente per l'Estremo Oriente sostituendo il suo collega Ferrante, ricoverato in ospedale per un attacco di appendicite. Seguendo l'itinerario programmato dal suo collega, si reca dapprima a Tokyo, dove risolve il problema per il quale era partito, sbloccare una partita di pesci congelati al mercato ittico di Yokohama. Durante il dopo lavoro, scopre che il collega, coniugato in Italia, ha una compagna giapponese dalla quale ha avuto un figlio.
Taddei si reca quindi a Hong Kong, allora colonia dell'Impero britannico, dove ha qualche problema con la Polizia per dei traffici illegali avviati da Ferrante, quindi tramite dei referenti, viene fatto incontrare con delle giovanissime transfughe dalla Cina comunista, sfruttate come operaie in fabbriche tessili o costrette a prostituirsi. Taddei si dirige infine a Calcutta, con una sosta non prevista a Saigon, scossa dalla guerra del Vietnam, tappa del suo collega per altri traffici. Giunto nella metropoli indiana, il ragionier Taddei resta sconvolto da immagini di povertà e abiezione. Rientrato in patria, dopo un viaggio durato appena quattro giorni, ne uscirà profondamente turbato.

## Produzione
Per la parte del protagonista venne in principio scelto Alberto Sordi.

## Distribuzione
È stato distribuito a partire dal 18 ottobre 1968.

## Critica
Una moglie giapponese? è una commedia di viaggi, un genere in cui si cimentarono più volte sia il regista Gian Luigi Polidoro che lo sceneggiatore Rodolfo Sonego. È l'unica commedia di viaggi ambientata in Estremo Oriente e, come tale, rappresenta un incrocio fra il cinema di costume e cinema-verità. A differenza di altre pellicole del genere, nelle quali spesso gli stranieri capiscono perfettamente la lingua italiana, qui la barriera linguistica e la distanza culturale impediscono al protagonista di comprendere direttamente ciò che accade.
(Leo Pestelli)